# 立神社 (有田市)
立神社（たてじんじゃ）は、和歌山県有田市野に鎮座する神社（旧郷社）。野部落の西端、御殿山という丘陵の北麓に北東面して鎮座する。神社名は本殿背後の巨岩に由来するという。

## 祭神
大屋彦神を祀る。

## 由緒
創祀の時代は不詳ながら古くから祀られて来たといい、『紀伊国神名帳』の在田郡官知神部に見える「正五位下 水主明神」に比定されている。本殿の後背に岩石が屹立しているが、『紀伊名所図会』や『紀伊続風土記』に、かつてはその岩盤に有田川の奔流が激突して流路を北に変じ、岩下に深い淵をなしていたとの伝えを記し、その淵によって「水主明神」と称され、また「立神」の称もその岩盤に起因すると考証している。
当地は平安時代に設定された宮崎庄に属し、応徳3年（1086年）には本家と見られる藤原氏から庄内13町5段（48,600坪、約16ha）が那智山（現熊野那智大社）へ寄進されているが、『紀伊続風土記』は同庄が熊野那智山の神領とされたとし、後にこの地を領して野に築城した実方中将の苗裔を称する宮崎氏が、城の坤に熊野三所権現と熊野新宮（現熊野速玉大社）の摂社であった飛鳥社（現阿須賀神社）の分霊を勧請したのが創祀であるとし、社伝は野に築城した宮崎定範が当神社境内へ熊野十二所権現を勧請したと伝えている。もっとも、宮崎氏の領有は室町時代と考えられ、当地を領有した同氏が領有後に従来から存した当神社を整備し、そこへ飛鳥社を勧請したものと考えられている。
中世以降宮崎氏を中心に崇敬されて来たが、天正年間（16世紀末）に豊臣秀吉の紀州征伐で同氏が滅亡すると同時に当神社も兵火に罹って焼亡、その後庄内7村の民が協力して天正18年（1590年）に再興された。なお、天正の兵乱に際しては、宮崎城内に侵攻して来た敵兵を神異を現して退散させたとも、当神社の焼亡は天正13年（1585年）に豊臣秀長によって齎されたもので、その折には当時祢宜であった高直という者が神体と神宝類を櫃に納めて避難し、新堂村に一時仮宮を建てて潜伏したともいう。江戸時代には代々の紀伊藩藩主から厚く信仰され、寛文13年（1673年）に徳川光貞が石造鳥居を、天保4年（1833年）には同治宝が「天壌無窮」と書した扁額を寄進している。産子地区は当初上記7箇村であったが元文年間（18世紀前葉）に簑島、北湊の2村が分離、以降は5箇村の産土神とされた。
明治6年（1873年）4月に村社に列し、同12年6月28日に郷社へ昇格、同40年に一帯の無格社を合祀した。現在は有田市野、山地、古江見、新堂と宮崎町の小豆島（あずしま）、辰ヶ浜、男浦、逢井、矢櫃地区の氏神とされている。

## 祭祀
10月16日の例祭には有田市宮崎町の飛瀧神社［1］まで神輿渡御が行われる。因みに当神社を「上の宮」、飛瀧神社を「下の宮」と称し、かつては9月16日（太陰暦）を祭日として下の宮で流鏑馬も行われていた。

## 社殿
本殿は二間社流造。身舎は棟に千木・鰹木を置き、高欄付きの縁（大床）を3方に廻らし脇障子を構えて背面を略す。本殿向かって右に流造の摂社熊野社、左に切妻造妻入で片流れの向拝をつける飛鳥社が鎮座。本殿前に切妻造平入の中門があり、その前方に吹放の桁行3間梁間2間入母屋造平入の祝詞殿と（以上屋根銅板葺）、方3間入母屋造平入瓦葺の拝殿が続く。祝詞殿は中央を上段床とし、拝殿は背面中央1間幅（向切妻造銅板葺。桁行1間）を祝詞殿へ向けて突き出す。他に御湯殿（釜殿）、神馬舎等がある。

## 末社
本殿左右に飛鳥社（国常立神・伊弉諾尊・伊弉冊尊）、熊野（ゆや）社（熊野十二所権現中の若宮（天照皇太神）以下の九所神）が、境内に鹿島神社があり、境外に飛瀧神社、事解男社がある。
飛瀧神社は「下の宮」と呼ばれ、当神社と祭神を同じくするともされたが、現在は大己貴命を祭神としている。

## 文化財
社叢にホルトの木、ばくちの木、ヒメユズリハ、スダジイなどが繁茂するほか、『紀伊名所図会』に「びんろう大樹」と記された檳榔（びんろう）もあり、中でもばくちの木は同種の和歌山県における分布上の北限を示し、幹周120センチメートルに及ぶものもある。また蝶類のヤｸシマルリシジミも棲息し、同じく県の最北端の分布記録を示している。「立神社社寺林」として有田市の天然記念物に指定され、県の自然環境保全地域としても指定されている。